# 프랭크 고신
프랭크 고신(Frank Gorshin, 1933년 4월 5일 ~ 2005년 5월 17일)은 미국의 배우, 희극인이다. 성대모사가 특기였다.
피츠버그에서 태어났으며 버뱅크에서 사망하였다. 사인은 폐암이다.

## 영화
- 엔젤스 위드 엔젤스 (2005년)
- 리턴 오브 더 배트케이브 (2003년) - 본인 역
- 만나 프롬 헤븐 (2002년)
- 럭 오브 드로 (2000년)
- 벅스 버니 단편 - 토끼에서 영원으로 (1997년)
- 얼음 요정의 나라 (1997년) - 케인 볼 역
- 기 마댕 - 여명을 기다리며 (1997년)
- 블러드문 (1997년)
- 12 몽키즈 (1995년) - 닥터 플레처 역
- 뱅뱅 (1994년)
- 유성맞은 슈퍼맨 (1993년)
- 아모레! (1993, Amore!)
- 킬링 머신 (1991, Sweet Justice)
- 미드나잇 (1989년)
- 후커와 스캐그 (1986년)
- 고리아스 어웨이트 (1981년) - 댄 웨스커 역
- 별들의 전쟁(영어판) (1979년)
- 스키두 (1968년)
- 배트맨 (1966년) - 리들러 역
- 명탐정 디씨 (1965년)
- 전투 (1962년)
- 벨스 아 링잉 (1960년)
- 해변에서 생긴 일 (1960년)
- 워락 (1959년)
- 비행접시 인간의 침입 (1957년)
- 제시 제임스 스토리 (1957년)
- 델리케이트 딜리퀀트 (1957년)
- 드랙스트립 걸 (1957년)
- Hot Rod Girl (1956)

### 텔레비전
- 배트맨 (1966-67)
- The David Frost Show (1969-72) - 본인
- 아이언사이드 (1974)
- 특수기동대 (1975)
- 러브스토리 인 하버드 (2004)
- 더 배트맨 (2005) - 목소리